# Forêt nationale de Beaverhead-Deerlodge
La forêt nationale de Beaverhead-Deerlodge est une forêt fédérale protégée située dans l'État du Montana, aux États-Unis. Elle s'étend sur une surface de 13 587,21 km2 et a été créée en 1905.

## Géographie
La forêt nationale de Beaverhead-Deerlodge est composée de deux territoires : la forêt nationale de Beaverhead qui a une superficie de 8 622,52 km2, et la forêt nationale de Deerlodge d'une superficie de 4 966,14 km2 pour un total de 13 488,66 km2.

## Protection du territoire
Beaverhead-Deerlodge comprend une partie des zones de nature sauvage Anaconda Pintler (475,31 km2) et Lee Metcalf (443,95 km2).

## Faune et flore
Le pin ponderosa et diverses espèces de sapin, d'épinette et de genévrier sont les essences dominantes de la réserve. Près d'un tiers des terres forestières n'ont aucune forêt et sont plutôt des pâturages où poussent l'armoise, de l'herbe et parfois des cactus. 
La forêt abrite également le grizzli, le lynx du Canada, le pygargue à tête blanche, l'omble à tête plate, l'ombre arctique et le loup, ce dernier provenant du nord du Montana et d'un programme de réintroduction du loup du Yellowstone. Les animaux les plus communs sont le wapiti, le cerf mulet, l'orignal, le mouflon d'Amérique, le pronghorn et l'ours noir.

## Administration
La forêt est notamment administrée depuis la Wise River Ranger Station, inscrite au Registre national des lieux historiques depuis le 2 août 2023.